# Туркенич Іван Васильович
Іван Васильович Туркенич (15 лютого 1920, село Новий Лиман, Богучарський повіт, Воронезька губернія, РРФСР — 14 серпня 1944, місто Глогув-Малопольський, Ряшівський повіт, Львівське воєводство, Польща) — офіцер РККА, командир і начальник бойового штабу радянської підпільної антифашистської комсомольської організації «Молода гвардія», що діяла у 1942—1943 роках в окупованому гітлерівськими військами місті Краснодоні Ворошиловградської області Української РСР під час Німецько-радянської війни. Герой Радянського Союзу (посмертно, 5 травня 1990).

## Біографія

### До війни
Народився 15 лютого 1920 в селі Новий Лиман Воронезької губернії РРФСР (нині Петропавлівського району Воронезької області Росії), у шахтарській родині. Батько — Василь Ігнатович Туркенич, шахтар. Мати — Феона Іванівна. Сестри — Валентина та Ольга.
Наприкінці 1920 року сім'я переїхала в місто Краснодон, де з 1929 по 1935 роки Іван навчався спочатку в неповній середній школі, а потім — у середній школі № 1 імені Максима Горького.
З 1935 по 1936 роки в Краснодоні навчався на педагогічному робітничому факультеті Ворошиловградського державного педагогічного інституту імені Тараса Шевченка.
У 1937—1938 роках працював наборщиком у друкарні краснодонської районної газети «Соціалістична батьківщина».
У березні 1938 вступив до лав ВЛКСМ.
У 1940 році закінчив три курси Севастопольського технікуму залізничного транспорту і був призваний до лав Робітничо-селянської Червоної армії (РККА).
З 1940 по 1941 роки курсант Севастопольського військового училища зенітної артилерії.

### Під час Німецько-радянської війни
На початку Німецько-радянської війни, влітку 1941 року, у званні лейтенанта був направлений у розпорядження Уральського військового округу, а потім на курси командирів мінометних батарей при Артилерійській академії РСЧА імені Ф. Е. Дзержинського, дислокованій із 1941 по 1941 роки в місті Самарканді Узбецької РСР.
У травні 1942 пішов на фронт. З червня 1942 року воював на посаді помічника начальника штабу 614-го винищувально-протитанкового артилерійського полку. У серпні 1942 року в одному з боїв на середньому Дону під час Сталінградської битви у складі частини потрапив в оточення, був поранений у праву руку, виходив поодинці, кілька днів тинявся по зайнятій німцями території, але біля лінії фронту, у несвідомому стан, був схоплений і доставлений до табору військовополонених, де перебував п'ять днів. На шостий день, коли полонених переганяли на нове місце (у бік Суровікіного Сталінградської області), утік і, знесилений від голоду та втоми, таємно пробрався в окупований Краснодон.
У Краснодоні продовжив боротьбу з німецькими загарбниками, очоливши бойову діяльність підпільної антифашистської комсомольської організації «Молода гвардія» за дорученням керівника більшовицького підпілля Пилипа Петровича Лютикова, який добре знав Івана та його родину. Був обраний командиром цієї організації та став начальником її штабу За допомогою комісара молодогвардійців Віктора Третьякевича та членів штабу звів раніше розрізнені групи молодих підпільників Краснодона, Первомайки, Ізвариного, Сімейкіного до єдиного загону, організованого по бойових п'ятірках. До складу організації входило близько ста осіб, забезпечених зброєю, зібраною на полі бою і захопленою в окупантів.
Після розкриття організації СД 2 січня 1943 Туркеничу вдалося уникнути арешту, сховавшись від поліції: він ховався в Краснодоні до початку лютого. Коли Червона армія підійшла до Сіверського Дінця, перейшов лінію фронту.
14 лютого 1943 року Краснодон був визволений радянськими військами Південно-Західного фронту під час Ворошиловградської операції. Відразу після цього Туркенич повернувся до Краснодона на посаді командира мінометної батареї 163-го гвардійського стрілецького полку 54-ї гвардійської стрілецької дивізії. З травня 1943 року до лютого 1944 року служив у 473-му артилерійському полку 33-ї стрілецької дивізії помічником начальника штабу полку. З лютого 1944 перебував у розпорядженні політвідділу 99-ї стрілецької Житомирської Червонопрапорної ордена Суворова дивізії; брав участь у визволенні Києва, Житомира, Тернополя, Львова. У червні 1944 року був прийнятий до лав ВКП(б).

13 серпня 1944 року під час боїв за польське місто Глогув-Малопольський капітан був тяжко поранений і через добу, 14 серпня 1944 року, помер. Зі спогадів Героя Радянського Союзу Семена Прокоповича Сєрих, однополчанина Івана Туркенича:
Жители Глогува, наверное, помнят, как мы входили в местечко. Приветствовали нас цветами. А мы везли на повозке тяжелораненого офицера. Преклонного возраста крестьянин, увидев смертельно бледное лицо молодого героя, вытер рукавом слёзы… Когда мы хоронили Туркенича, собрались жители Глогува. Прогремел последний залп. На могиле выросла гора живых цветов и венков…

Після війни рештки І. Туркенича були перенесені на цвинтар радянських воїнів у польському місті Ряшеві. На могилі — надгробний напис польською та російською мовами: «Герою „Молодої гвардії“ Івану Туркеничу — громадяни Жешувського воєводства».

## Нагороди

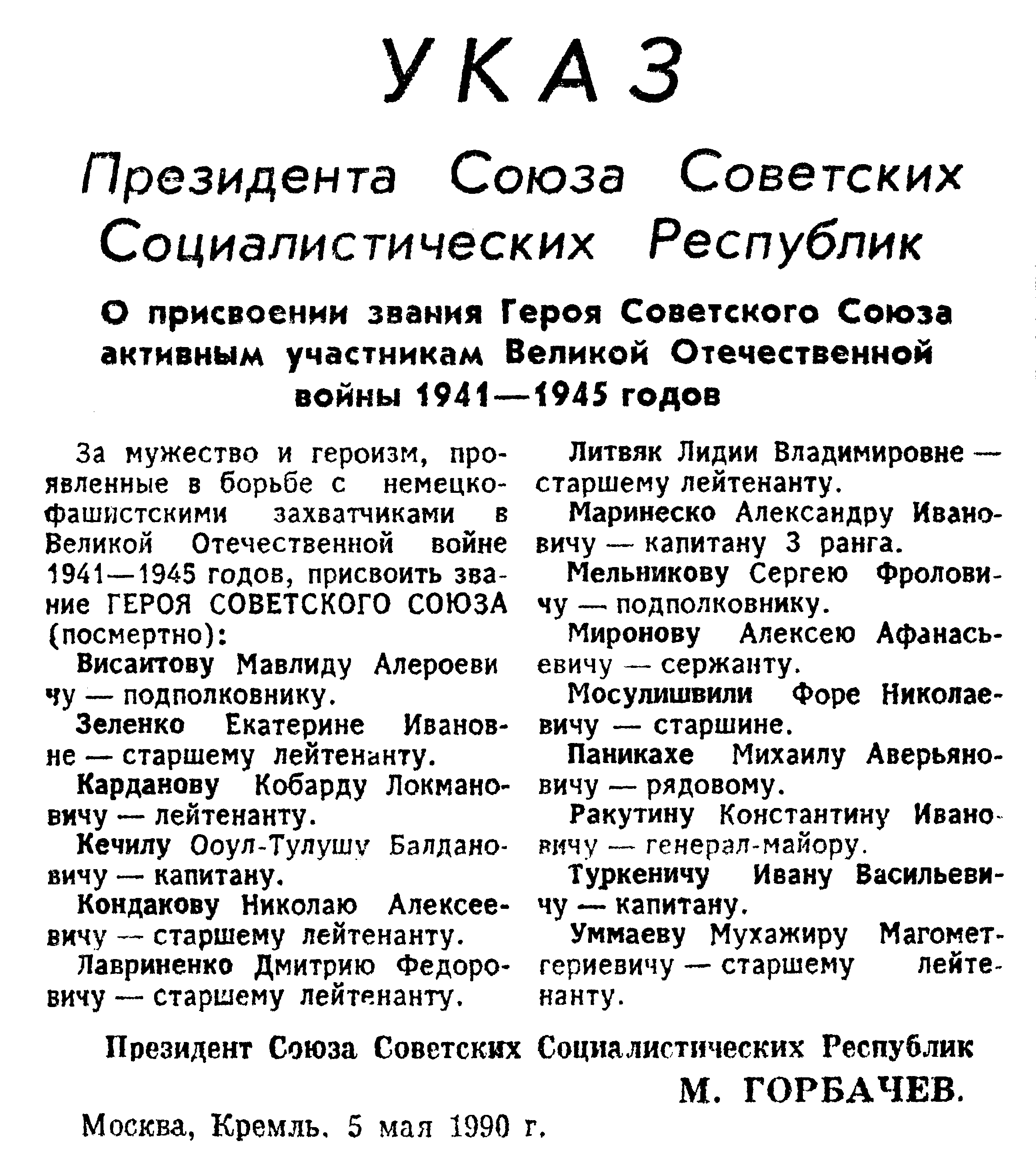
Указ Президента СРСР від 5 травня 1990 року про присвоєння звання «Героя Радянського Союзу» капітану І. В. Туркеничу (посмертно).

За мужність і доблесть, виявлені у боротьбі з фашистами на фронті та в тилу ворога, командир «Молодої гвардії» Івана Васильовича Туркенича нагороджено орденом Червоного Прапора (13 вересня 1943 року) та медаллю «Партизану Вітчизняної війни» I ступеня (33 вересня), посмертно — орденом Вітчизняної війни І ступеня (30 грудня 1944).
До звання «Героя Радянського Союзу» Івана Васильовича Туркенича було представлено двічі: у вересні 1943 року та серпні 1944 року. Однак, згідно з наказом № 270 від 16 серпня 1941 року Ставки Верховного Головнокомандування Червоної армії, усі військовослужбовці, які потрапили в полон, оголошувалися дезертирами та зрадниками, у зв'язку з чим прізвище Туркенича двічі викреслювалося зі списків представлених до нагороди героїв. Лише через сорок шість років, «за мужність і героїзм, виявлені в боротьбі з німецько-фашистськими загарбниками у Німецько-радянській війні 1941—1945 років», указом Президента СРСР М. Горбачова від 5 травня 1990 року № 114 Івану Васильовичу посмертно.

## Пам'ять
- На честь І. В. Туркенича на цвинтарі радянських воїнів у польському місті Ряшеві, поряд із могилою «Героя „Молодої гвардії“», встановлено семиметровий обеліск, на якому польською та російською мовами викарбовано його ім'я та прізвище[2]. 21 вересня 2019 року на цвинтарі відбулася урочиста церемонія відкриття пам'ятника та могили Івана Туркенича після реставрації, яка проводилася близько місяця громадською організацією «Співдружність „Курськ“» (Польща) за сприяння спілки співвітчизників Росії у Польщі «Галіція». Спонсор та ініціатор ремонту — Воронезька регіональна громадська організація «Військово-патріотичне об'єднання „Сила — в єдності“».
- Меморіальні дошки під назвою І. В. Туркенича встановлено у Житомирському військовому інституті імені С. П. Корольова Національного авіаційного університету, в Артилерійській академії РСЧА імені Ф. Е. Дзержинського, у дитячому оздоровчому таборі «Артек», у Самаркандському державному університеті[6].
- На Алеї молодогвардійців у місті Харкові встановлено погруддя І. В. Туркенича.
- У сквері імені «Молодої гвардії» у місті Луганську встановлено погруддя І. В. Туркенича.
- У Воронежі, Кривому Розі, Краснодоні та Горлівці на честь І. В. Туркенича названо вулиці.
- У шкільному парку села Петропавлівка Воронезької області у 2014 році відреставровано пам'ятник І. В. Туркеничу. Спочатку кошти та бронзу на пам'ятник з ініціативи мешканців Нового Лимана (де народився майбутній Герой), збирали комсомольці та піонери не лише Петропавлівського району, а й усієї Воронезької області. Пам'ятник був відлитий скульптором Сушковим на Митищинському заводі та 1961 року відкритий у Петропавлівці. Спочатку він стояв на піщаному пагорбі. На відкриття пам'ятника приїжджала мати Івана Туркенича — Феона Іванівна і молодогвардієць Радій Юркін, який залишився живим. 1967 року пам'ятник перенесли до шкільного парку, де він перебуває до цього дня.
- 22 червня 2010 року, на День пам'яті та скорботи, на честь 90-річного ювілею з дня народження І. В. Туркенича під селом Раковичі Житомирської області відбулося відкриття пам'ятника герою-молодогвардійцю[8].
- 23 вересня 2017 року пошта Луганської Народної Республіки (ЛНР) ввела в обіг серію поштових марок «Молода гвардія», присвячену 75-річчю утворення радянської підпільної антифашистської комсомольської організації «Молода гвардія». На одній із марок серії зображено Івана Туркенича[9].
- У 2015 барельєф Івана Туркенича встановлений на Алеї піонерів-героїв (Ульяновськ)[10].
- У 2019 році створено юнармійський загін імені Івана Туркенича в МБОУ ЗОШ N15 мікрорайону Зоря міського округу Балашиха Московської області[11].